# Hidrazina (grupo funcional)

La carbidopa, una droga utilizada en el tratamiento de la enfermedad de Parkinson tiene la funcionalidad hidrazina.

En química orgánica, las hidrazinas son una clase de compuestos químicos que pueden ser considerados derivados de la hidrazina, por sustitución de uno o más átomos de hidrógeno. Su estructural general es R2N-NR2, donde R pueden ser radicales alquilo, arilo o átomos de hidrógeno.

## Ocurrencia y usos
Se conocen muchas hidrazinas sustituidas, y algunas están presentes naturalmente. Algunos ejemplos son:
- La monometilhidrazina, usado algunas veces como combustible de cohetes.
- La 1,1-dimetilhidrazina (Unsymmetrical DiMethylHydrazine, dimetilhidrazina asimétrica) y la 1,2-dimetilhidrazina (dimetilhidrazina simétrica). La UDMH es más fácil de fabricar que la dimetilhidrazina simétrica, y la UMDH es un combustible de cohetes bastante común.
- La giromitrina y agaritina son hidrazinas encontradas en las especies de hongos comerciales Agaricus bisporus. La giromitrina es metabolizada en monometilhidrazina.
- La isoniazida, iproniazida, hidralazina, y fenelzina son fármacos cuyas moléculas contienen la funcionalidad hidrazina.
- La 2,4-dinitrofenilhidrazina (2,4-DNPH) es usada comúnmente para determinar la presencia de cetonas y aldehídos en química orgánica.
- La fenilhidrazina, C6H5NHNH2, la primera hidrazina en ser descubierta.

## Aplicaciones
Las hidrazinas son parte de muchas síntesis orgánicas, frecuentemente aquellas de importancia práctica en farmacéutica, tales como las medicaciones antituberculosis isoniazida, y el antifúngico fluconazol, así como en pigmentos textiles y en fotografía.

## Síntesis y reactividad

### Síntesis de hidrazonas
Ilustrativa de la condensación de hidrazina con un carbonilo simple es su reacción con acetona para producir diisopropilidenhidrazina. Esta última reacciona posteriormente con hidrazina para producir la hidrazona:
2 (CH3)2CO  +  N2H4  →  2 H2O  +  [(CH3)2C=N]2
[(CH3)2C=N]2  +  N2H4  →  2 (CH3)2C=NNH2
La hidrazina de la propanona es un intermediario en la síntesis Atofina-PCUK. La alquilación directa de las hidrazinas con halogenuros de alquilo en presencia de base conduce a hidrazinas alquilsustituidas, pero la reacción es típicamente ineficiente, debido al control pobre en el nivel de sustitución (como en las aminas ordinarias). La reducción de las hidrazona a hidrazinas presenta una vía limpia para producir hidrazinas 1,1-dialquiladas.
En una reacción relacionada, las 2-cianopiridinas reaccionan con hidrazina para formar hidrazidas de amida, que pueden ser convertidas usando 1,2-dicetonas en triazinas.

### Reducción de Wolff-Kishner
Las hidrazinas intervienen en la reducción de Wolff-Kishner, en las que un grupo carbonilo de una cetona o aldehído se transforma en un grupo metileno a través de un intermediario hidrazona. La producción de dinitrógeno altamente estable a partir del derivado de hidrazina ayuda a dirigir la reacción.

### Química heterocíclica
Al ser bifuncional, con dos aminas, las hidrazinas son una pieza clave de construcción para la preparación de muchos compuestos heterocíclicos, vía la condensación con una variedad de electrófilos difuncionales. Por ejemplo, la hidrazina reacciona con 2,4-pentanodiona, condensándose para producir el 3,5-dimetilpirazol. En la reacción de Einhorn-Brunner, las hidrazinas reaccionan con imidas para producir triazoles.

### Sulfonación
Al ser un buen nucleófilo, la hidrazina puede atacar a halogenuros de sulfonilo y halogenuros de acilo. La tosilhidrazina también puede formar hidrazonas al tratamiento con carbonilos.